# Prvenstvo Nezavisne Države Hrvatske u nogometu 1944
Il Prvenstvo Nezavisne Države Hrvatske u nogometu 1944. (in lingua italiana Campionato di calcio dello Stato indipendente di Croazia 1944), detto anche Natjecanje u hrvatskom državnom razredu (Competizione della classe statale croata), fu la quinta edizione di un torneo di sole squadre croate, la quarta dello Stato indipendente di Croazia.
Questo campionato non venne terminato: a causa delle operazioni belliche sull'intero stato croato, il torneo ha dovuto essere riorganizzato più volte durante la stagione. La finale fra HAŠK e SAŠK non venne disputata, la HNS assegnò la vittoria ai primi, ma questa decisione venne revocata nel gennaio 1945, quindi la stagione 1944 non vide un vincitore.

## Formula
Il quarto campionato della NDH cambiò nuovamente formula: ci furono 3 fasi, la prima prevedeva 8 competizioni regionali e le migliori 3 squadre del campionato di Zagabria e le vincitrici delle regioni accedevano al secondo turno.

Nella seconda fase, da una parte le squadre di Zagabria e dall'altra le vincitrici provinciale, si sfidavano per i due posti da finaliste.

## Primo turno
| Campionati regionali                                | Squadre che hanno raggiunto i play-off regionali | Turno             |
| --------------------------------------------------- | ------------------------------------------------ | ----------------- |
| Zagabria città Prvenstvo ZND                        | 1.HŠK Građanski                                  | Girone semifinale |
| Zagabria città Prvenstvo ZND                        | HŠK Concordia                                    | Girone semifinale |
| Zagabria città Prvenstvo ZND                        | HAŠK                                             | Girone semifinale |
| Zagabria città Prvenstvo ZND                        | HŠK Željezničar                                  | Play-off Zagabria |
| Zagabria provincia Campionato provinciale della ZND | HŠK Segesta Sisak                                | Play-off Zagabria |
| Osijek città                                        | HŠK Građanski                                    | Play-off Osijek   |
| Osijek città                                        | HŠK Hajduk Osijek                                | Play-off Osijek   |
| Osijek città                                        | HŠK Radnik                                       | Play-off Osijek   |
| Osijek provincia Campionato provinciale della OND   | HŠK Borovo                                       | Play-off Osijek   |
| Osijek provincia Campionato provinciale della OND   | HŠK Cibalia Vinkovci                             | Play-off Osijek   |
| Osijek provincia Campionato provinciale della OND   | HŠK Šparta Vukovar                               | Play-off Osijek   |
| Zemun                                               | HŠK Dunav                                        | Play-off Zemun    |
| Zemun                                               | HŠK Građanski                                    | Play-off Zemun    |
| Banja Luka                                          | HBŠK                                             | Play-off Bosnia   |
| Sarajevo città                                      | SAŠK                                             | Play-off Sarajevo |
| Sarajevo città                                      | HŠK Hajduk Sarajevo                              | Play-off Sarajevo |
| Sarajevo città                                      | HŠK Gjerzelez                                    | Play-off Sarajevo |
| Sarajevo provincia Campionato provinciale della SND | HŠK Tomislav Zenica                              | Play-off Sarajevo |

### Zagabria
| Zagabria città     | Zagabria città    | Zagabria città | Zagabria città | Zagabria città | Zagabria città | Zagabria città | Zagabria città | Zagabria città | Zagabria città    |
| ------------------ | ----------------- | -------------- | -------------- | -------------- | -------------- | -------------- | -------------- | -------------- | ----------------- |
| Pos                | Club              | Punti          | G              | V              | N              | P              | GF             | GS             | Destinazione      |
| 1                  | 1.HŠK Građanski   | 24             | 14             | 10             | 4              | 0              | 53             | 10             | Girone semifinale |
| 2                  | HŠK Concordia     | 20             | 14             | 9              | 2              | 3              | 37             | 16             | Girone semifinale |
| 3                  | HAŠK              | 17             | 14             | 7              | 3              | 4              | 45             | 18             | Girone semifinale |
| 4                  | HŠK Željezničar   | 17             | 14             | 8              | 1              | 5              | 30             | 16             | Play-off Zagabria |
| 5                  | HŠK Ferraria      | 14             | 14             | 6              | 2              | 6              | 25             | 29             |                   |
| 6                  | HŠK Ličanin       | 9              | 14             | 3              | 3              | 8              | 27             | 38             |                   |
| 7                  | HŠK Zagorac       | 8              | 14             | 3              | 2              | 9              | 15             | 36             |                   |
| 8                  | HŠK Viktorija     | 3              | 14             | 1              | 1              | 12             | 11             | 80             |                   |
| Zagabria provincia |                   |                |                |                |                |                |                |                |                   |
| Pos                | Club              | Punti          | G              | V              | N              | P              | GF             | GS             | Destinazione      |
| 1                  | HŠK Segesta Sisak |                |                |                |                |                |                |                | Play-off Zagabria |

| Squadra 1                | Totale | Squadra 2         | Andata | Ritorno |
| ------------------------ | ------ | ----------------- | ------ | ------- |
| Play-off Zagabria        |        |                   |        |         |
| HŠK Željezničar Zagabria | nd     | HŠK Segesta Sisak | nd     | nd      |

### Osijek
| Osijek città     | Osijek città         | Osijek città | Osijek città | Osijek città | Osijek città | Osijek città | Osijek città | Osijek città | Osijek città    |
| ---------------- | -------------------- | ------------ | ------------ | ------------ | ------------ | ------------ | ------------ | ------------ | --------------- |
| Pos              | Club                 | Punti        | G            | V            | N            | P            | GF           | GS           | Destinazione    |
| 1                | HŠK Građanski Osijek |              |              |              |              |              |              |              | Play-off Osijek |
| 2                | HŠK Hajduk Osijek    |              |              |              |              |              |              |              | Play-off Osijek |
| 3                | HŠK Radnik Osijek    |              |              |              |              |              |              |              | Play-off Osijek |
| 4                | HŠK Olimpija Osijek  |              |              |              |              |              |              |              |                 |
| 5                | HŠK Grafičar Osijek  |              |              |              |              |              |              |              |                 |
| 6                | DSV Germania Osiijek |              |              |              |              |              |              |              |                 |
| Osijek provincia |                      |              |              |              |              |              |              |              |                 |
| Pos              | Club                 | Punti        | G            | V            | N            | P            | GF           | GS           | Destinazione    |
| 1                | HŠK Borovo           |              |              |              |              |              |              |              | Play-off Osijek |
| 2                | HŠK Cibalia Vinkovci |              |              |              |              |              |              |              | Play-off Osijek |
| 3                | HŠK Šparta Vukovar   |              |              |              |              |              |              |              | Play-off Osijek |

| Squadra 1                   | Totale | Squadra 2            | Andata | Ritorno |
| --------------------------- | ------ | -------------------- | ------ | ------- |
| Play-off Osijek Primo turno |        |                      |        |         |
| HŠK Građanski Osijek        | ?      | HŠK Šparta Vukovar   | 7–0    | ?       |
| HŠK Borovo                  | 4–3    | HŠK Cibalia Vinkovci | 4–2    | 0–1     |
| Secondo turno               |        |                      |        |         |
| HŠK Hajduk Osijek           | 3–4    | HŠK Radnik Osijek    | 3–2    | 0–2     |
| HŠK Borovo                  | ?      | HŠK Građanski Osijek | 2–1    | ?       |
| Finale                      |        |                      |        |         |
| HŠK Borovo                  | ?      | HŠK Radnik Osijek    | 2–1    | ?       |

### Zemun
| Zemun città | Zemun città         | Zemun città | Zemun città | Zemun città | Zemun città | Zemun città | Zemun città | Zemun città | Zemun città    |
| ----------- | ------------------- | ----------- | ----------- | ----------- | ----------- | ----------- | ----------- | ----------- | -------------- |
| Pos         | Club                | Punti       | G           | V           | N           | P           | GF          | GS          | Destinazione   |
| 1           | HŠK Dunav Zemun     |             |             |             |             |             |             |             | Play-off Zemun |
| 2           | HŠK Građanski Zemun |             |             |             |             |             |             |             | Play-off Zemun |
| 3           | SK Liet Zemun       |             |             |             |             |             |             |             |                |
| 4           | HŠK Hajduk Zemun    |             |             |             |             |             |             |             |                |

| Squadra 1           | Totale | Squadra 2       | Andata | Ritorno |
| ------------------- | ------ | --------------- | ------ | ------- |
| Play-off Zemun      |        |                 |        |         |
| HŠK Građanski Zemun | nd     | HŠK Dunav Zemun | nd     | nd      |

### Bosnia
| Banja Luka | Banja Luka              | Banja Luka | Banja Luka | Banja Luka | Banja Luka | Banja Luka | Banja Luka | Banja Luka | Banja Luka      |
| ---------- | ----------------------- | ---------- | ---------- | ---------- | ---------- | ---------- | ---------- | ---------- | --------------- |
| Pos        | Club                    | Punti      | G          | V          | N          | P          | GF         | GS         | Destinazione    |
| 1          | HBŠK Banja Luka         |            |            |            |            |            |            |            | Play-off Bosnia |
| 2          | HŠK Zvonimir Banja Luka |            |            |            |            |            |            |            |                 |
| 3          | HŠK Hrvoje Banja Luka   |            |            |            |            |            |            |            |                 |

| Squadra 1           | Totale | Squadra 2           | Andata | Ritorno |
| ------------------- | ------ | ------------------- | ------ | ------- |
| Sarajevo Semifinali |        |                     |        |         |
| SAŠK                | nd     | HŠK Tomislav Zenica | nd     | nd      |
| HŠK Gjerzelez       | nd     | HŠK Hajduk Sarajevo | nd     | nd      |
| Finale              |        |                     |        |         |
| SAŠK                | nd     | HŠK Gjerzelez       | nd     | nd      |
| Play-off Bosnia     |        |                     |        |         |
| SAŠK                | nd     | HBŠK Banja Luka     | nd     | nd      |

## Secondo turno

### Gruppo Zagabria
| Squadra         | Pti | G | V | N | P | GF | GS | QR    |
| --------------- | --- | - | - | - | - | -- | -- | ----- |
| HAŠK            | 10  | 6 | 5 | 0 | 1 | 7  | 3  | 2,333 |
| 1.HŠK Građanski | 8   | 6 | 4 | 0 | 2 | 10 | 5  | 2,000 |
| HŠK Željezničar | 4   | 6 | 2 | 0 | 4 | 4  | 7  | 0,571 |
| HŠK Concordia   | 2   | 6 | 1 | 0 | 5 | 3  | 9  | 0,333 |

|             | HAŠ | Gra | Žel | Con |
| ----------- | --- | --- | --- | --- |
| HAŠK        |     | 0–2 | 2–0 | 1–0 |
| Građanski   | 0–1 |     | 0–1 | 3–0 |
| Željezničar | 0–1 | 2–3 |     | 1–0 |
| Concordia   | 1–2 | 1–2 | 1–0 |     |

### Gruppo provinciale
| Squadra 1           | Totale | Squadra 2  | Andata | Ritorno |
| ------------------- | ------ | ---------- | ------ | ------- |
| Semifinale          |        |            |        |         |
| HŠK Građanski Zemun | 0–5    | HŠK Borovo | 0–2    | 0–3     |
| Finale              |        |            |        |         |
| HŠK Borovo          | 0–4    | SAŠK       | 0–1    | 0–3     |

## Finale
```
La finale 
HAŠK Zagabria
–
SAŠK Sarajevo
 non venne disputata.
[
2
]
```